# Vengeance 2001
Vengeance 2001 è stata la prima edizione dell'omonimo evento in pay-per-view prodotto dalla World Wrestling Federation. L'evento si è svolto il 9 dicembre 2001 alla San Diego Sports Arena di San Diego.
L'evento è ricordato per l'unificazione dei due titoli mondiali della federazione (WWF Championship e WCW World Championship); al termine della serata il canadese Chris Jericho divenne il primo campione indiscusso nella storia.

## Storyline
Il 18 novembre, a Survivor Series, il Team WWF sconfisse l'Alliance in un Winner Takes All 5-on-5 Traditional Survivor Series Elimination match, eliminandola definitivamente come da stipulazione e ponendo quindi fine all'Invasion. Nella puntata di Raw del 19 novembre, ritrovandosi con due campioni mondiali, il WWF Champion di Steve Austin e il World Champion di The Rock, Mr. McMahon annunciò un mini-torneo per unificare i due titoli nell'Undisputed WWF Championship: nella prima semifinale Austin avrebbe difeso il titolo contro Kurt Angle, mentre nell'altra The Rock avrebbe difeso il titolo contro Chris Jericho; con i due vincitori che si sarebbero poi affrontati per determinare il campione indiscusso.
Nella puntata di SmackDown del 29 novembre Vince McMahon annunciò un Hardcore match tra il campione Rob Van Dam e The Undertaker con in palio l'Hardcore Championship.
Nella puntata di SmackDown del 29 novembre Big Show e Kane sconfissero gli Hardy Boyz per diventare gli sfidanti al WWF Tag Team Championship dei Dudley Boyz.
Nella puntata di SmackDown del 29 novembre l'Intercontinental Champion Edge ebbe un'accesa discussione nel backstage con Kurt Angle e William Regal, con quest'ultimo che lo colpì poi con una cintura di cuoio; poco dopo, la sera stessa, Regal aiutò Angle a sconfiggere Edge in un match non titolato. Nella puntata di Raw del 3 dicembre Edge colpì Regal con la Spear dopo che questi aveva sconfitto Bradshaw. Un match tra Edge e Regal con in palio l'Intercontinental Championship fu quindi sancito per Vengeance.
A Survivor Series, gli Hardy Boyz vennero sconfitti dai Dudley Boyz in uno Steel Cage match per l'unificazione del WWF Tag Team Championship con il WCW Tag Team Championship. Nella puntata di SmackDown del 22 novembre Matt iniziò a distaccarsi da Jeff poiché pensava che quest'ultimo e Lita, gli stessero nascondendo una relazione segreta. Nella puntata di SmackDown del 29 novembre, dopo continui contrasti tra i due, Jeff sfidò il fratello ad un match per Vengeance. Nella puntata di Raw del 3 dicembre Matt annunciò che Lita sarebbe stata l'arbitro speciale.
A Survivor Series, Trish Stratus vinse un Six-pack Challenge match che comprendeva anche Ivory, Jacqueline, Jazz, Lita e Molly Holly, conquistando così il vacante Women's Championship. Dopo che il loro incontro previsto per la puntata di SmackDown del 29 novembre non si svolse a causa dell'interruzione di Vince McMahon, un match tra Stratus e Jacqueline con in palio il titolo femminile fu sancito per Vengeance.
Nella puntata di SmackDown del 6 dicembre, dopo continue vicissitudini tra i quattro, Albert e Scotty 2 Hotty sconfissero Test e l'European Champion Christian. Un rematch tra le due coppie fu successivamente stabilito per Vengeance.

## Risultati
| #    | Incontri                                                                             | Stipulazioni                                                                  | Durata |
| ---- | ------------------------------------------------------------------------------------ | ----------------------------------------------------------------------------- | ------ |
| Heat | The Acolytes hanno sconfitto Billy Gunn e Chuck Palumbo                              | Tag team match                                                                | —      |
| 1    | Albert e Scotty 2 Hotty hanno sconfitto Christian e Test                             | Tag team match                                                                | 6:12   |
| 2    | Edge (c) ha sconfitto William Regal                                                  | Single match per il WWF Intercontinental Championship                         | 9:06   |
| 3    | Jeff Hardy ha sconfitto Matt Hardy                                                   | Single match con Lita come arbitro speciale                                   | 12:30  |
| 4    | The Dudley Boyz (c) (con Stacy Keibler) hanno sconfitto Big Show e Kane              | Tag team match per il WWF Tag Team Championship                               | 6:50   |
| 5    | The Undertaker ha sconfitto Rob Van Dam (c)                                          | Hardcore match per il WWF Hardcore Championship                               | 11:08  |
| 6    | Trish Stratus (c) ha sconfitto Jacqueline                                            | Single match per il WWF Women's Championship                                  | 3:34   |
| 7    | Steve Austin (c) ha sconfitto Kurt Angle                                             | Single match per il WWF Championship                                          | 14:55  |
| 8    | Chris Jericho ha sconfitto The Rock (c)                                              | Single match per il World Championship                                        | 19:05  |
| 9    | Chris Jericho (World Champion) ha sconfitto "Stone Cold" Steve Austin (WWF Champion) | Single match per l'unificazione del WWF Championship e del World Championship | 12:31  |